# Premi El setè cel de Salt
|  | «El setè cel» redirigeix aquí. Si cerqueu la pel·lícula muda de Frank Borzage, vegeu «El setè cel (pel·lícula)». |

Els Premis Literaris de Salt són uns premis convocats, des de l'any 2007, per l'Àrea de Cultura de l'Ajuntament de Salt (Gironès) amb l'objectiu de fomentar la lectura i la creació literària. Es premia una novel·la editada en català l'any anterior a proposta de les biblioteques públiques de Catalunya. El 2021 el premi tenia una dotació de 3.000 euros.
Aquests premis es van batejar amb el nom de «El setè cel» en homenatge a l'emblemàtica llibreria saltenca que va tancar les portes el 30 de maig de 1997. Situada al carrer Major número 163, estava regentada per Josep Paulí i va ser un referent de la vila per la promoció que va fer de la literatura catalana i la difusió de la cultura general. La llibreria també va ser un centre de lluita i reivindicació per aconseguir la secessió de Salt del municipi de Girona.
El logotip del premi prové de la imatge corporativa de la llibreria que va ser dissenyat per Lluís Mateu.

## Llista de premiats
| Edició | Any  | Obra guanyadora                  | Autor                 |
| ------ | ---- | -------------------------------- | --------------------- |
| 1a     | 2007 | Les veus del Pamano              | Jaume Cabré           |
| 2a     | 2008 | L'herència de Horst              | Teresa Roig           |
| 3a     | 2009 | Cera                             | Miquel Pairolí        |
| 4a     | 2010 | Els Jugadors de whist            | Vicenç Pagès Jordà    |
| 5a     | 2011 | L'elegància del número zero      | Lluís Muntada         |
| 6a     | 2012 | La melancolia dels oficials      | Joan Daniel Bezsonoff |
| 7a     | 2013 | La dona veloç                    | Imma Monsó            |
| 8a     | 2014 | Dos taüts negres i dos de blancs | Pep Coll              |
| 9a     | 2015 | Totes les estacions de França    | Oriol Ponsatí-Murlà   |
| 10a    | 2016 | Els morts no parlen              | Miquel Aguirre        |
| 11a    | 2017 | Les generacions espontànies      | Mar Bosch Oliveras    |
| 12a    | 2018 | Els estranys                     | Raül Garrigasait      |
| 13a    | 2019 | Les possessions                  | Llucia Ramis          |
| 14a    | 2020 | Gina                             | Maria Climent         |
| 15a    | 2021 | La drecera                       | Miquel Martín i Serra |
| 16a    | 2022 | Junil a les terres dels bàrbars  | Joan-Lluís Lluís      |
| 17a    | 2023 | Un Lloc en el temps              | Quim Español          |
| 18a    | 2024 | Aterratge                        | Eva Piquer            |
| 19a    | 2025 | Confeti                          | Jordi Puntí           |